# Meftah
Meftah (în arabă مفتاح) este o comună din provincia Blida, Algeria.
Populația comunei este de 64.978 locuitori (2008).